# Equipo de Copa Davis de Moldavia
El Equipo de Copa Davis de Moldavia es el representativo de ese país en dicha competición y está regido por la Federación Nacional de Tenis de Moldavia.

## Historia
Moldavia compitió por primera vez en la edición 1995. Anteriormente los tenistas moldavos representaron a la Unión Soviética.
En la edición 2000 ganaron el Grupo III de la Zona Europa/África.
Dejó de competir a partir de 2018, volviendo más tarde en 2021.

## Última convocatoria (2025)
- Ilya Snițari
- Ilie Cazac
- Andrei Ciumac
- Andrei Gorban
- Ilie Babinciuc